# Gullegem Koerse 1969

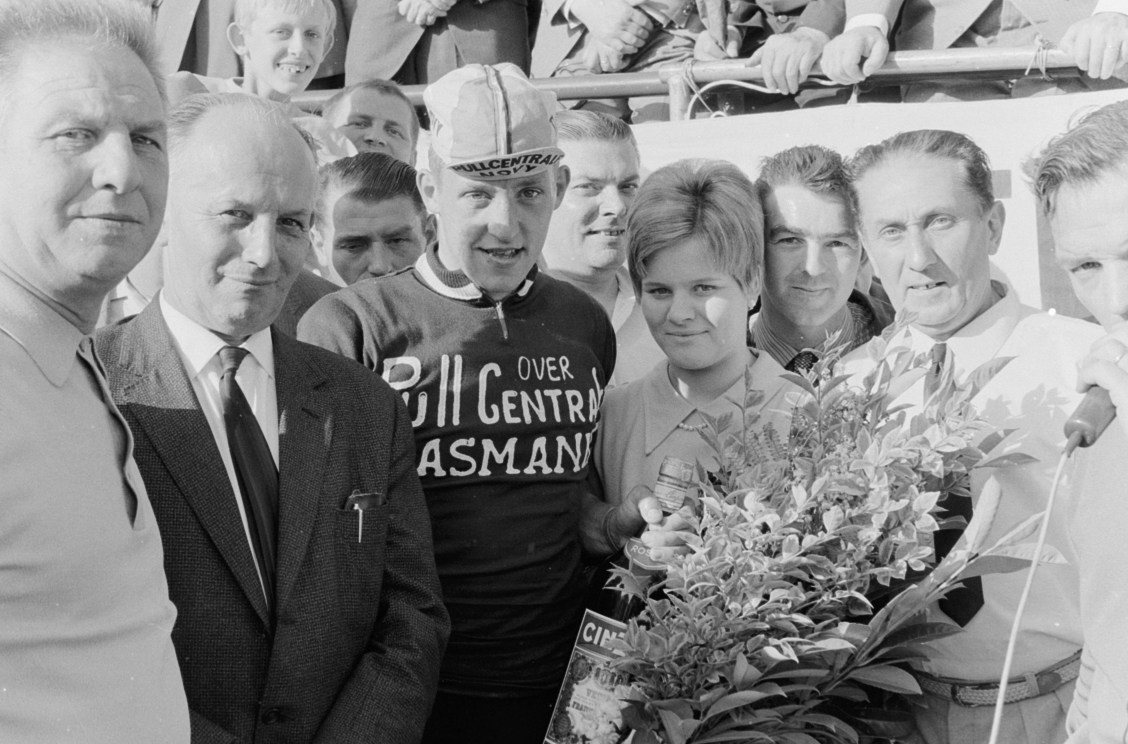
Noël Vantyghem (Pull Over Centrale-Tasmanie) poseert na zijn overwinning in Gullegem Koerse.

De 21e editie van de Belgische wielerwedstrijd Gullegem Koerse werd verreden op 10 juni 1969. De start en finish vonden plaats in Gullegem. De winnaar was Noël Vantyghem, gevolgd door Ludo Vandromme en André Hendryckx.

## Uitslag
| Gullegem Koerse 1969 |                 |                             |      |
| Plaats               | Naam            | Ploeg                       | Tijd |
| Winnaar              | Noël Vantyghem  | Pull Over Centrale-Tasmanie |      |
| 2                    | Ludo Vandromme  | Flandria-De Clerck-Krüger   |      |
| 3                    | André Hendryckx | Pull Over Centrale-Tasmanie |      |

1942 · 1943 · 1944 · 1945 · 1946 · 1947 · 1948 · 1949 · 1950 · 1951 · 1952 · 1953 · 1954 · 1955 · 1956 · 1957 · 1958 · 1959 · 1960 · 1961 · 1962 · 1963 · 1964 · 1965 · 1966 · 1967 · 1968 · 1969 · 1970 · 1971 · 1972 · 1973 · 1974 · 1975 · 1976 · 1977 · 1978 · 1979 · 1980 · 1981 · 1982 · 1983 · 1984 · 1985 · 1986 · 1987 · 1988 · 1989 · 1990 · 1991 · 1992 · 1993 · 1994 · 1995 · 1996 · 1997 · 1998 · 1999 · 2000 · 2001 · 2002 · 2003 · 2004 · 2005 · 2006 · 2007 · 2008 · 2009 · 2010 · 2011 · 2012 · 2013 · 2014 · 2015 · 2016 · 2017 · 2018 · 2019 · 2020 · 2021 · 2022 · 2023 · 2024